# Екатеринодарский отдел
Екатеринодарский (Краснодарский) отдел — административная единица в составе Кубанской области Российской империи и Кубано-Черноморской области РСФСР, существовавшая в 1869—1924 годах. Административный центр — город Екатеринодар.

## География

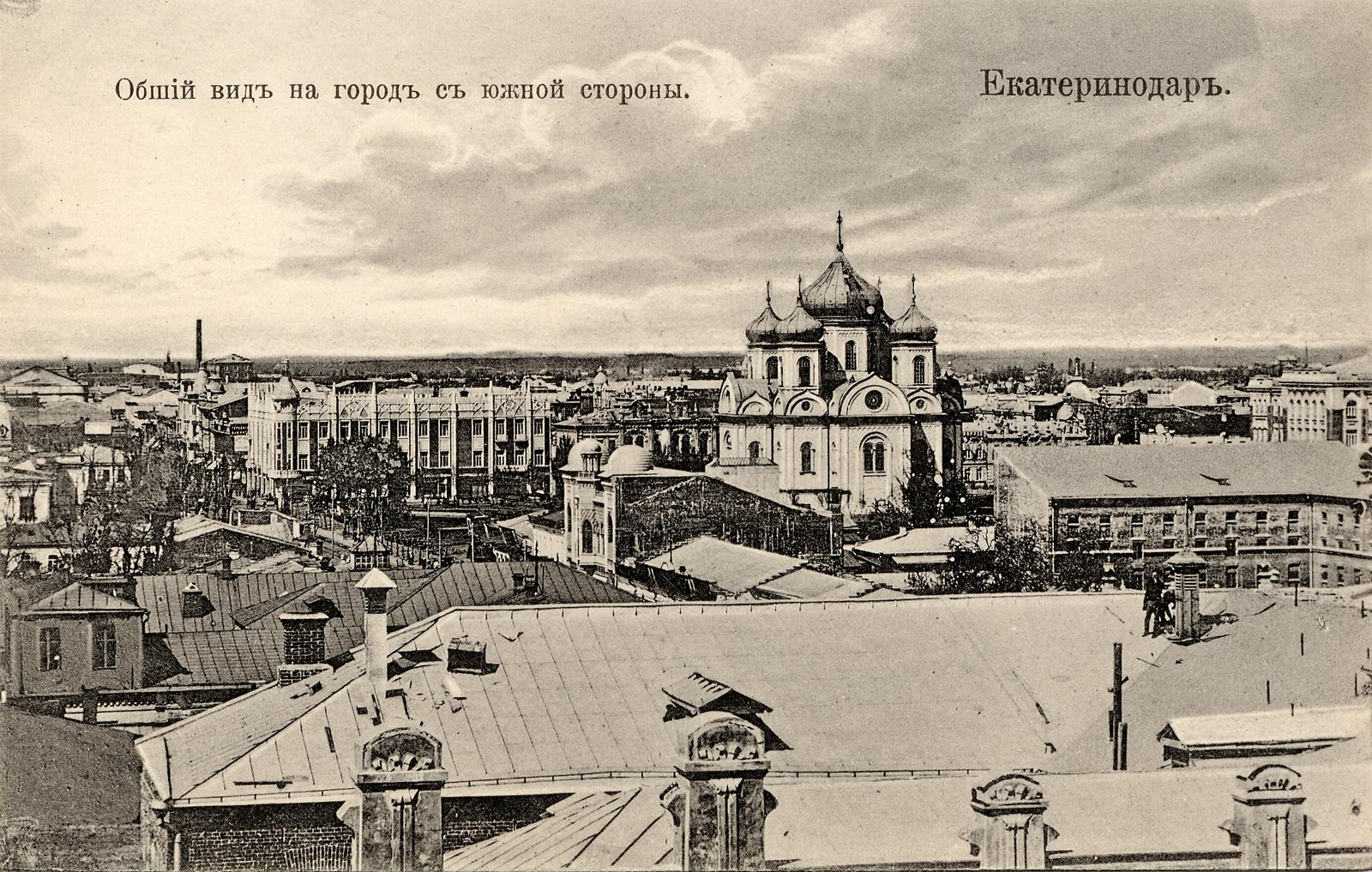
Екатеринодар. Вид на город с южной стороны. 1900-е годы

По площади Екатеринодарский отдел был наименьшим из отделов Кубанской области и занимал территорию 8 346,5 вёрст² (9 498,3 кв.км). Граничил к югу с Черноморской губернией. Река Кубань делила отдел на северную и южную части. Северная часть, так называемое «Черноморье», была занята крупными казачьими станицами, развившимися большей частью из бывших «куреней» Черноморского казачьего войска; в южной части, ближе к Екатеринодару, на равнине, были расположены горские селения (аулы), а далее, в предгорьях, также казачьи станицы и немногие селения коренных жителей других сословий. Северная часть отдела и равнина по левому берегу Кубани имела степной характер и плодородную чернозёмную почву. Южная часть, по верховьям левых притоков Кубани, Афипса, Псекупса и Апчаса, представляла собой холмистую, повышающуюся к югу поверхность, изрезанную оврагами и балками и заросшую по большей части мелкой лесной порослью.

### Современное состояние
На территории бывшего Екатеринодарского отдела Кубанской области сейчас располагаются территории городов Краснодар и Горячий Ключ, Северский и Динской районы Краснодарского края, Тахтамукайский и Теучежский районы Адыгеи, а также часть Белореченского,Красноармейского,Усть-Лабинского района.

## История
- Образован до 1816 года как Екатеринодарский уезд.[3]
- 27 января 1876 года часть территории уезда была выделена во вновь образованные Закубанский и Кавказский уезды.
- С 1888 года — Екатеринодарский отдел.
- После установления Советской власти на Кубани в марте 1920 года Екатеринодарский отдел вошёл в состав вновь образованной Кубано-Черноморской области.
- 7 декабря 1920 года город Екатеринодар был переименован в Краснодар, а Екатеринодарский отдел — в Краснодарский.
- 27 июля 1922 года за счёт части территории Краснодарского и Майкопского отделов, населённой адыгейцами, была образована Черкесская (Адыгейская) автономная область с центром в городе Краснодар.
- 2 июня 1924 года была ликвидирована Кубано-Черноморская область и все отделы входившие в неё. Большая часть территории Краснодарского отдела вошла в состав Кубанского округа Юго-Восточной области.

## Административное устройство
В 1913 году в состав отдела входило 5 волостных правлений, 31 станиц, 10 аульных правлений и 3 хутора:
- Волостные правления:
  - Безыменное — ,(1914)
  - Белое —,(1914)
  - Николаевское —,(1914)
  - Львовско-Товарищеская — село Львовско-Товарищеская,
  - Ново-Севастопольская —,(1914)
  - Преображенская —,(1914)
  - Григорьевская — слобода Григорьевская,
  - Усть-Лабинское — слобода Усть-Лабинская,
  - Шабано-Тхамахинское — село Шабановское.
- Станицы:

| - Азовская, - Бакинская, - Бейсугская, - Васюринская, - Воронежская, - Георгие Афипская, - Дербентская, - Динская, - Елизаветинская, - Ильская, - Калужская, | - Кирпильская, - Ключевая, - Кутаисская, - Ладожская, - Мартанская, - Марьянская, - Нововеличковская, - Новодмитриевская, - Новотитаровская, - Пашковская, - Пензенская, | - Раздольная, - Саратовская, - Северская, - Смоленская, - Ставропольская, - Старокорсунская, - Суздальская, - Усть-Лабинская, - Черноморская, |

- Аульные правления:
  - Бжегокаевское — аул Новый Бжегокай,
  - Вочепшиевское — аул Пчегатлукай,
  - Габукаевское — аул Габукай,
  - Джиджихабльское — аул Джиджихабль,
  - Лакшукаевское — аул Лакшукай,
  - Понежукаевское — аул Понежукай,
  - Тохтомукаевское — аул Тохтомукай,
  - Шабанохабльское — аул Шабанохабль,
  - Шапсугское — аул Панахес,
  - Шенджийское - аул Шенджий,
- Хутора:
  - Азовский,
  - Марьянский,
  - Смоленский.

## В 1914 году в отделе было
Станицы
- Восточная,
- Крепостная,
- Рязанская,
- Убинская.

Аулы
- Адамий - аул Адымий,
- Ассоколай,
- Афипсип Адыгея,
- Бжегокай Старый,
- Вочепший — аул,
- Гатлукай,
- Казанукай,
- Козет,
- Кончукохабль,
- Несшукай 1,
- Несшукай 2,
- Нечерзий,
- Псейтук,
- Пшекуй-Хабль,
- Тауй-Хабль,
- Тлюстен-Хабль,
- Тугургой,
- Хатукаевское-Хатукай,
- Хаштук,
- Шаганчерий-Хабль
- Эдепсукай 1 — аул,
- Эдепсукай 2 — аул.

По состоянию на 26 января 1923 года в состав отдела входили город Краснодар и 27 волостей:
| - Бейсугская, - Брюховецкая, - Васюринская, - Выселковская, - Георгиеафипская, - Горячеключевская, - Динская, - Елизаветинская, - Ильская, | - Кирпильская, - Кореновская, - Ладожская, - Мартанская, - Марьянская, - Медведовская, - Некрасовская, - Нововеличковская, - Новотитаровская, | - Пашковская, - Пластуновская, - Платнировская, - Саратовская, - Северская, - Смоленская, - Старокорсунская, - Тимашёвская, - Усть-Лабинская. |

## Населённые пункты
Крупнейшие населённые пункты (население, конец XIX века):
- г. Екатеринодар (65 606[1])
- ст-ца Пашковская (11 237)
- ст-ца Динская (10 000)
- ст-ца Старокорсунская (8 000)
- ст-ца Новотитаровская (7 896)
- ст-ца Пластуновская (7 525)
- ст-ца Ладожская (6 118)
- ст-ца Васюринская (5 710)
- ст-ца Усть-Лабинская (5 423)
- ст-ца Рязанская (5 067)
- ст-ца Северская (3 737)
- ст-ца Воронежская (3 246)
- ст-ца Калужская (2 236)

## Население
Национальный состав отдела в 1897 году:
| Национальность     | Численность, чел. | Доля от всего населения, % |
| ------------------ | ----------------- | -------------------------- |
| украинцы           | 126 941           | 51,8                       |
| русские            | 83 751            | 34,2                       |
| черкесы и адыгейцы | 19 851            | 8,1                        |
| греки              | 3 476             | 1,4                        |
| армяне             | 2 807             | 1,1                        |
| другие             | 8 336             | 3,4                        |
| Итого:             | 245 173           | 100,00                     |

Распределение населения по половому признаку:
- мужчины — 125 832 (51,3 %)
- женщины — 119 341 (48,7 %)

## Экономика
Главное занятие жителей — земледелие, которым занималось 86 % всего населения. Под посевы распахивалось свыше 262 000 га. Значительно было развито виноградарство и садоводство: под виноградниками 608 га, под садами — 969 га. Пчеловодство — 1 151 пасека с 37 200 ульев; собиралось до 5 000 пудов меда и до 500 пудов воска. Скотоводство: лошадей — 66 635, рогатого скота — 138 292, овец и коз — 3 020 488, свиней — 503 301, буйволов — 13 099, ослов и мулов — 1 489.
Фабрик и заводов было 413.

## Образование и здравоохранение
Во всех станицах и крупных казачьих хуторах имелись училища министерства народного просвещения; в значительных станицах — двухклассные училища. Войсковые больницы — в Екатеринодаре, в станице Ладожской и в местечке Горячий ключ (Псекупская). Кроме Екатеринодара, почтово-телеграфные учреждения находились также в станицах Усть-Лабинской и Ладожской.
.